# Shima, Mie
Shima (japanska: 志摩市?, Shima-shi) är en stad i Mie prefektur i Japan. Staden fick stadsrättigheter 2004.
2016 hölls G7-gruppens möte i Shima.